# Gens Geminia
Die gens Geminia (Gentilname Geminius) war ein wenig hervorgetretene römisches Geschlecht (gens), das inschriftlich auch in der Namensvariante Gemenius bezeugt ist.
Bedeutendere Vertreter:
- Geminius (Anhänger des Pompeius) tötete 77 v. Chr. auf Befehl des Gnaeus Pompeius Magnus den demokratisch gesinnten Volkstribunen von 83 v. Chr., Marcus Iunius Brutus[1]
- Geminius (Anhänger des Antonius), Anhänger des Triumvirn Marcus Antonius, versuchte 32 v. Chr. erfolglos zu erreichen, dass Antonius Kleopatra wegschickte[2]
- Geminius (Ritter), römischer Ritter, wegen angeblicher Verschwörung gegen Kaiser Tiberius, eher wegen Freundschaft mit Seian 32 n. Chr. hingerichtet[3]
- Geminius Chrestus, 219/221 Präfekt Ägyptens, später Prätorianerpräfekt, 224 getötet[4]
- Gaius Geminius Priscus, römischer Offizier (Kaiserzeit)
- Quintus Geminius Sabinus, römischer Offizier (Kaiserzeit)
- Publius Iulius Geminius Marcianus, römischer Suffektkonsul